# Simão Dias (kommun)
Simão Dias är en kommun i Brasilien.   Den ligger i delstaten Sergipe, i den östra delen av landet, 1 200 km nordost om huvudstaden Brasília. Antalet invånare är 38 724.
Följande samhällen finns i Simão Dias:
- Simão Dias

Omgivningarna runt Simão Dias är huvudsakligen savann. Runt Simão Dias är det ganska tätbefolkat, med 78 invånare per kvadratkilometer.